# Volksmärchen (Akademie-Verlag)
Volksmärchen. Eine internationale Reihe ist eine wissenschaftliche Buchreihe des Akademie-Verlages in Berlin, die seit den 1960er Jahren bis in die 1980er Jahre erschien. Zahlreiche Fachgelehrte haben an ihr mitgewirkt. Sie umfasst mehr als ein Dutzend Bände. Viele ihrer Bände erschienen in mehreren, teils höheren Auflagen.
Die folgende alphabetische Übersicht erhebt keinen Anspruch auf Aktualität oder Vollständigkeit:

## Übersicht
- Arabische Volksmärchen. Al Azharia Jahn, Samia (Hrsg.)  Berlin. Akademie-Verlag. 1970.
- Belorussische Volksmärchen 1976, 8. Aufl. L. G. Barag[2]
- Deutsche Volksmärchen von arm und reich. Hrsg. von Waltraud Woeller  1971, 3. Aufl., 36.–45. Tsd.
- Estnische Volksmärchen. Hrsg. von Richard Viidalepp. [Übers. von Eugenie Meyer] 1980
- Lettische Volksmärchen. Hrsg. von Ojārs Ambainis. 1977
- Litauische Volksmärchen. 1978. Hrsg. von Bronislava Kerbelyte. [Übers. von Viktor Falkenhahn. Fachbearb.: Wilfried Fiedler]
- Russische Volksmärchen 1977, hrsg. von Erna Pomeranzewa. [Aus d. Russ. übers.]  13. Aufl., 191.–230. Tsd.
- Tschechische Volksmärchen. 1984, 2. vollst. bearb. u. erw. Aufl., 1.–30. Tsd. / Übers. u. dt. Fachbearb. von Wilfried Fiedler
- Türkische Volksmärchen. Hrsg. von Pertev Naili Boratav. Ill.: Abidin Dino. [Übers. von Doris Schultz u. György Hazai]  1974, 5. Aufl.
- Tuwinische Volksmärchen. Hrsg. von Erika Taube. [Übers. von Erika Taube. Fachbearb. Friedmar Geissler]  1978
- Ukrainische Volksmärchen. Hrsg. von P. V. Lintur[3]. [Übers. von Hans Joachim Grimm. Fachbearb.: Wilfried Fiedler] 1972
- Ungarische Volksmärchen 1980, Gyula Ortutay, 6., berichtigte Aufl.